# The Sims: Livin' Large
The Sims: Livin' Large je první datadisk hry The Sims a zároveň je prvním datadiskem celé série The Sims. Byl vydán 27. srpna 2000. Datadisk rozšiřuje původní hru o nové kariéry, objekty, skiny a osoby.

## NPC
Do hry po instalaci datadisku přibude spoustu nových NPC postav. Například přibude smrtka. Pokud simík zemře, přijde si pro něj smrtka a odvede ho. Nicméně pokud vám na pozemku zbyl nějaký živý simík, může si se smrtkou zahrát kámen, nůžky, papír a když vyhraje, simík nezemře, ale stane se z něj zombie. S kombinací s The Sims: Unleashed může jistá siminka za 200§ zombíka proměnit zpět na simíka. Pokud si koupíte do domu obraz Tragic clown (česky Smutný klaun) a budete mít velmi špatnou náladu, přijde vás rozradostnit klaun, který je namalován na tom obrazu. Pokud si koupíte sušenky, krb a vánoční stromeček, můžete v době vidět Santa Clause, který vám většinou nechá pod stromečkem nějaký dáreček.

## Architektura
Do hry byly přidány následující styly umění:
- Středověký hrad – můžete si dům postavit ve stylu hradu, k dispozici máte mnoho druhů tapet, podlah, oken, dveří a nábytku, včetně gotických stolů, židlí a historického brnění
- 60. léta – můžete si dům vybavit různými barevnými doplňky, simíky můžete obléct do hippies stylu a kombinovat různé barevné tapety, podlahy a nábytek
- Las Vegas – můžete si domek vybavit luxusněji a honosněji
- Future – věci budoucnosti

## Kariéra
V LL máte přidány nové kariéry v oborech hudba, počítače, žurnalistika, paranormální jevy a flákárny. Ve všech kariérách máte maximálný možný level 10.

## Objekty
Do hry přibude nově přes 100 objektů, včetně:
- voodoo panenky (s ní se můžete bavit na bolesti jiných simíků)
- aladinovy lampy (z aladinovy lampy vylétne džin a ten plní přání, nicméně ne vždy se mu to povede a může vám podpálit i dům)
- Serva (robota, kterého můžete naprogramovat tak, aby dělal veškeré domácí práce za vás)
- křišťálovou kouli (možná změna osobnosti)
- chemickou sadu (podle úrovně logiky namícháte chemikálii, která se odrazí na vaší náladě)
- teleskop (při pozorování hvězd vás může unést UFO)
- a dalších objektů

## Sousedství
Nově můžete vytvořit maximálně 99 různých sousedství, sousedství zůstane stejné, avšak pozemky budou prázdné.